# Outblaze
Outblaze ist ein 1998 von Yat Siu in Hongkong gegründetes Technologieunternehmen.

## Beschreibung
Zu seinen besten Zeiten nutzten 75 Millionen User mit 40 Millionen Emailaccounts den Dienst.
2009 verkaufte Outblaze seinen Messengerservice an IBM, welcher ihn in LotusLive integrierte.
Seither fokussiert sich Outblaze auf Video- und Onlinegaming, Smartphoneapps sowie Social Networks Anwendungen.
Bis September 2011 wurden die Apps von Outblaze über 30 Millionen Mal für Android und iOS heruntergeladen. Das bekannteste Spiel ist Pretty Pet Salon, welches über den Publisher Animoca bis Juli 2011 bereits 13 Millionen Mal heruntergeladen wurde.